# Sebastian Holzmann
Sebastian Holzmann (* 22. März 1993 in Bad Wörishofen) ist ein deutscher Skirennläufer. Er ist auf die Disziplinen Slalom und Riesenslalom spezialisiert.

## Biografie
Holzmann wurde in Bad Wörishofen geboren und wuchs zunächst in Memmingen auf. Im Grundschulalter zog er mit seiner Familie nach Oberstdorf, wo er heute noch lebt. Die ersten Rennen bestritt er als Sechsjähriger. Im Alter von 15 Jahren startete er ab Januar 2010 bei FIS-Rennen. Dabei zeichnete sich bereits früh eine Spezialisierung auf Slalom und Riesenslalom ab. Der erste Sieg in einem FIS-Slalom gelang ihm im Februar 2012 auf dem Feldberg. Sein Debüt im Europacup hatte er im Januar 2013, in die Punkteränge fuhr er erstmals im Dezember 2013. Im selben Jahr wurde er deutscher Riesenslalom-Meister.
Am 6. Januar 2014 stand Holzmann erstmals in einem Weltcuprennen im Einsatz und erreichte beim Slalom von Bormio Platz 54. Bei den Juniorenweltmeisterschaften 2014 in Roccaraso gewann er die Bronzemedaille im Mannschaftswettbewerb. Hingegen zeigten die beiden nächsten Saisons keine nennenswerten Fortschritte. Der Gewinn der ersten Weltcuppunkte ließ bis zum 5. Januar 2017 auf sich warten, als er im Slalom von Zagreb auf den 19. Platz fuhr. Im März 2017 nahm er an mehreren Rennen des Far East Cup teil; mit drei Siegen und einem weiteren Podestplatz belegte er den zweiten Rang in der Slalomwertung und den dritten Rang in der Gesamtwertung.
Der erste Podestplatz in einem Europacuprennen gelang Holzmann am 26. Januar 2018 mit Rang 2 im Slalom von Chamonix. Sein bisher bestes Weltcupergebnis ist ein elfter Platz, den er am 4. März 2018 im Slalom von Kranjska Gora schaffte. Im Europacup 2019/20 entschied er die Slalomwertung für sich, wozu unter anderem sein erster Sieg in einem Europacuprennen beitrug (am 21. Januar 2020 in Jaun). Ohne zuvor ein Top-10-Ergebnis im Weltcup erzielt zu haben, überraschte Holzmann bei den Weltmeisterschaften 2023 in Courchevel mit Platz 5 im Slalom.

## Erfolge

### Weltmeisterschaften
- Courchevel 2023: 5. Slalom

### Weltcup
- 4 Platzierungen unter den besten 15

### Weltcupwertungen
| Saison  | Gesamt | Gesamt | Slalom | Slalom |
| Saison  | Platz  | Punkte | Platz  | Punkte |
| ------- | ------ | ------ | ------ | ------ |
| 2016/17 | 133.   | 12     | 50.    | 12     |
| 2017/18 | 91.    | 45     | 29.    | 45     |
| 2018/19 | 140.   | 8      | 52.    | 8      |
| 2019/20 | 135.   | 14     | 51.    | 14     |
| 2020/21 | 91.    | 49     | 32.    | 49     |
| 2022/23 | 84.    | 65     | 30.    | 65     |
| 2023/24 | 73.    | 86     | 25.    | 86     |

### Europacup
- Saison 2017/18: 8. Slalomwertung
- Saison 2019/20: 5. Gesamtwertung, 1. Slalomwertung
- 6 Podestplätze, davon 1 Sieg:

| Datum           | Ort  | Land    | Disziplin |
| --------------- | ---- | ------- | --------- |
| 31. Januar 2020 | Jaun | Schweiz | Slalom    |

### Far East Cup
- Saison 2016/17: 3. Gesamtwertung, 2. Slalomwertung, 9. Riesenslalomwertung
- 5 Podestplätze, davon 3 Siege

### Juniorenweltmeisterschaften
- Roccaraso 2012: 8. Slalom, 50. Riesenslalom
- Roccaraso 2013: 7. Slalom, 24. Riesenslalom
- Roccaraso 2014: 3. Mannschaftswettbewerb, 7. Riesenslalom

### Weitere Erfolge
- 2 deutscher Meistertitel (Riesenslalom 2013, Slalom 2021)
- 15 Siege in FIS-Rennen